# Megaloptera (bướm đêm)
Megaloptera  là một chi bướm đêm thuộc họ Erebidae.

## Hình ảnh

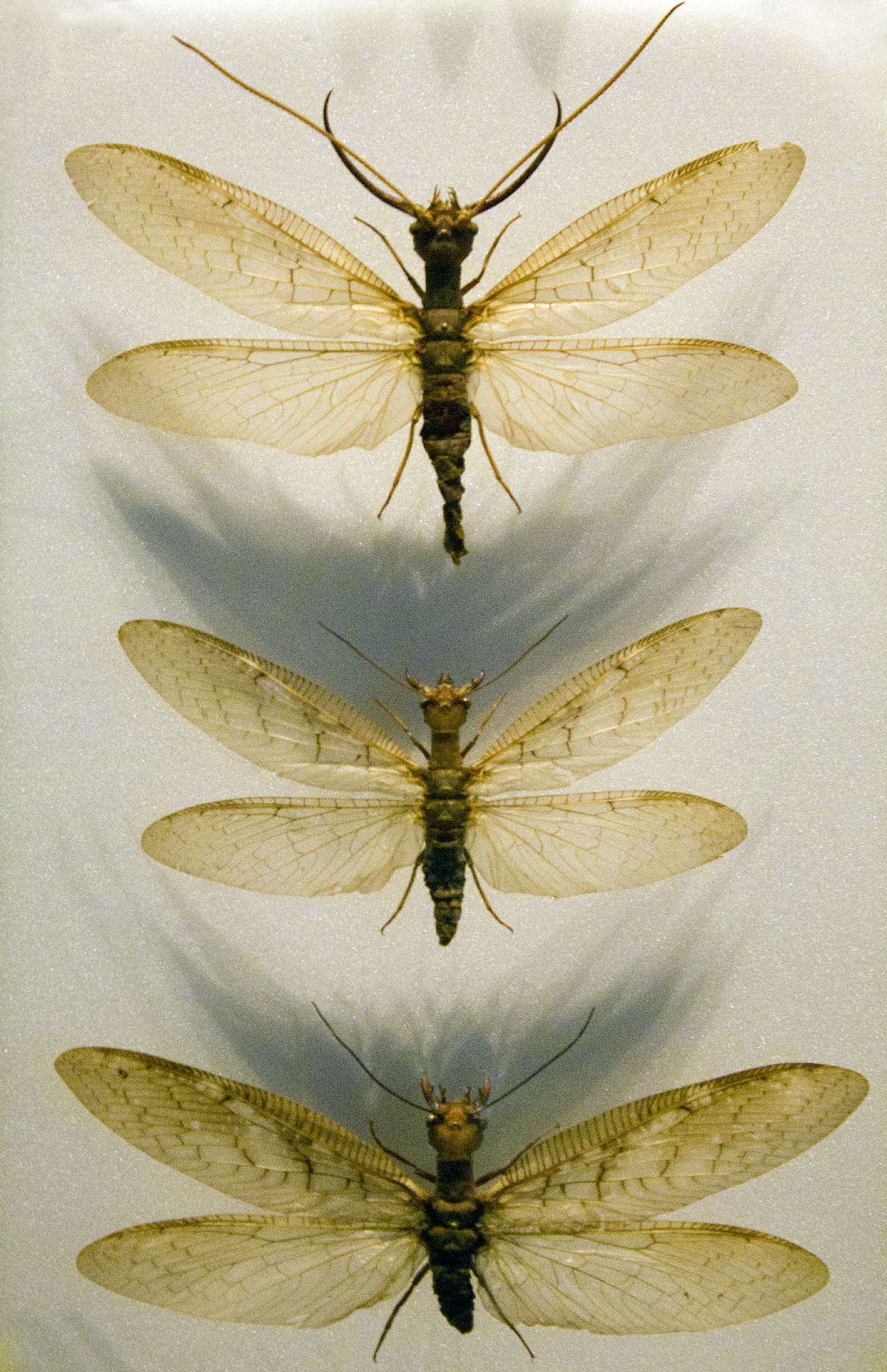